# Jamal Wilson
Jamal Wilson, född 1 september 1988, är en friidrottare från Bahamas. Han deltog vid olympiska sommarspelen 2016 och olympiska sommarspelen 2020.